# Балкански куп у фудбалу за репрезентације 1933.
Балкански куп 1933. (рум. Cupa Balcanilor 1933, енгл. 1933 Balkan Cup) је био четврти фудбалски турнир Балканског купа. Учествовале су репрезентације Југославије, Грчке, Бугарске и Румуније, а победила је Румунија, домаћин турнира. Занимљиво је да Румунија током целог турнира није примила ниједан гол. Најбољи стрелци били су Георге Чолак и Штефан Добаји (оба играча из Румуније) са по 4 гола.

## Коначна табела
| Pos | Тим         | О | П | Н | И | ГД | ГП | ГР  | Бод. | Qualification |
| --- | ----------- | - | - | - | - | -- | -- | --- | ---- | ------------- |
| 1   | Румунија    | 3 | 3 | 0 | 0 | 13 | 0  | +13 | 6    | Победник      |
| 2   | Југославија | 3 | 2 | 0 | 1 | 9  | 8  | +1  | 4    |               |
| 3   | Бугарска    | 3 | 1 | 0 | 2 | 2  | 11 | −9  | 2    |               |
| 4   | Грчка       | 3 | 0 | 0 | 3 | 3  | 8  | −5  | 0    |               |

## Утакмице
| Грчка                                    | 3 : 5    | Југославија                              |
| ---------------------------------------- | -------- | ---------------------------------------- |
| Симеонидис 4’ · Рагос 60’ · Пиеракос 89’ | Извештај | Кодрња 12’, 20’, 72’ · Живковић 42’, 79’ |

| Румунија                                                | 7 : 0    | Бугарска |
| ------------------------------------------------------- | -------- | -------- |
| Валчов 11’, 76’ · Добаји 53’, 62’ · Чолак 57’, 61’, 66’ | Извештај |          |

| Бугарска | 0 : 4    | Југославија                            |
| -------- | -------- | -------------------------------------- |
|          | Извештај | Кокотовић 10’, 54’, 75’ · Живковић 22’ |

| Румунија   | 1 : 0    | Грчка |
| ---------- | -------- | ----- |
| Добаји 24’ | Извештај |       |

| Бугарска         | 2 : 0    | Грчка |
| ---------------- | -------- | ----- |
| Тодоров 85’, 88’ | Извештај |       |

| Румунија                                             | 5 : 0    | Југославија |
| ---------------------------------------------------- | -------- | ----------- |
| Биндеа 7’ · Чолак 10’ · Бодола 13’, 35’ · Добаји 42’ | Извештај |             |

## Победник
| Куп Балкана 1933.         |
| ------------------------- |
| · Румунија · Друга титула |

## Статистика
- Састав Југославије против Грчке 5 : 3

Репрезентација Краљевине Југославије: Сергије Демић, Славко Загорац, Ивица Белошевић, Бошко Ралић, Иван Гајер, Александар Тирнанић, Павле Левковић, Светислав Ваљаревић, Славко Кодрња, Александар Живковић, Мирко Кокотовић. Селектор: Бранислав Вељковић
- Састав Југославије против Бугарске 4 : 0

Репрезентација Краљевине Југославије:Бартул Чулић, Сергије Демић, Славко Загорац, Фране Ковачић, Бошко Ралић, Иван Гајер, Павле Левковић, Александар Тирнанић, Светислав Ваљаревић, Славко Кодрња, Александар Живковић, Мирко Кокотовић. Селектор: Бранислав Вељковић
- Састав Југославије против Румуније 0 : 5

Репрезентација Краљевине Југославије: Бартул Чулић, Сергије Демић, Славко Загорац, Марко Рајковић, Бошко Ралић, Иван Гајер, Павле Левковић, Александар Тирнанић, Светислав Ваљаревић, Славко Кодрња, Александар Живковић, Мирко Кокотовић. Селектор: Бранислав Вељковић

### Стрелци голова
Укупно је постигнуто  27 голова у 6 утакмица, с просеком од 4.5 гола по утакмици.
4 гола
- Г. Чолак
- Ш. Добај

3 гола
- А. Живковић
- М. Кокотовић
- С. Кодрња

2 гола
- Ј. Бодола
- П. Валков
- В. Тодоров

1 гол
- Т. Симеонидис
- Х. Рагос
- М. Пиеракос
- С. Биндеа